# 腓力 (使徒)
腓力，或譯斐理伯（希臘語：Φίλιππος, Philippos），耶稣十二门徒之一。教会传统上叙述他作为使徒、聖人，去往希腊、叙利亚和弗里吉亚传教。在天主教曆法中，其瞻礼日为5月3日。 

## 福音书中
在对观福音书中，除了在宗徒名单中提到斐理伯的名字以外，对腓力未有其他记述。反之，約翰福音第一章，对于耶稣召选他的经过情形，记述如下：耶稣遇见腓力，对他说：“你跟我来吧。”腓力一听到耶稣的召唤，毫不犹豫，立即追随耶稣，做了门徒。同时他去通知了巴多罗买（很可能就是宗徒巴多罗买），他对巴多羅買道：“摩西在法律上所记载的，先知们所预报的，我们找着了。”也就是说耶稣是以色列人盼望的彌賽亞。巴多羅買说道：“从拿撒勒还能出什么好的吗？”腓力对他的答复是：“你来看一看吧。”
若望福音第六章记载耶稣用五饼二鱼供五千人吃饱时，他也在场。耶稣举目看见许多群众来到他前，就问斐理伯，“我们往哪里买饼，叫这些吃呢？”耶稣自己原知道要怎么做，说这话是为了试验腓力。腓力是心直口快的人，就回答说：“即使有两百块银币的饼，也不够他们每人分得一小块。”
之后，約翰福音第十二章记载了逾越节前不久，那些来耶路撒冷过节的人中，有几个希臘人去見他，要求引见耶稣。腓力不敢作主，便和安得烈商量，两人再去禀报耶稣。 
在最后的晚餐中，耶稣对使徒们说：“我是道路、真理、生命。除非经过我，谁也不能到圣父那里去。你们认识我，也就认识了我父。现在你们已认识他，并且已看见他。”腓力对他说：“主，把父显示给我们，我们就心满意足了。”耶稣对他说：“腓力，这么长久的时间，我和你们在一起，而你们还不认识我吗？谁看见了我，就看见了父。你怎么说：'把父显示给我们呢'？”

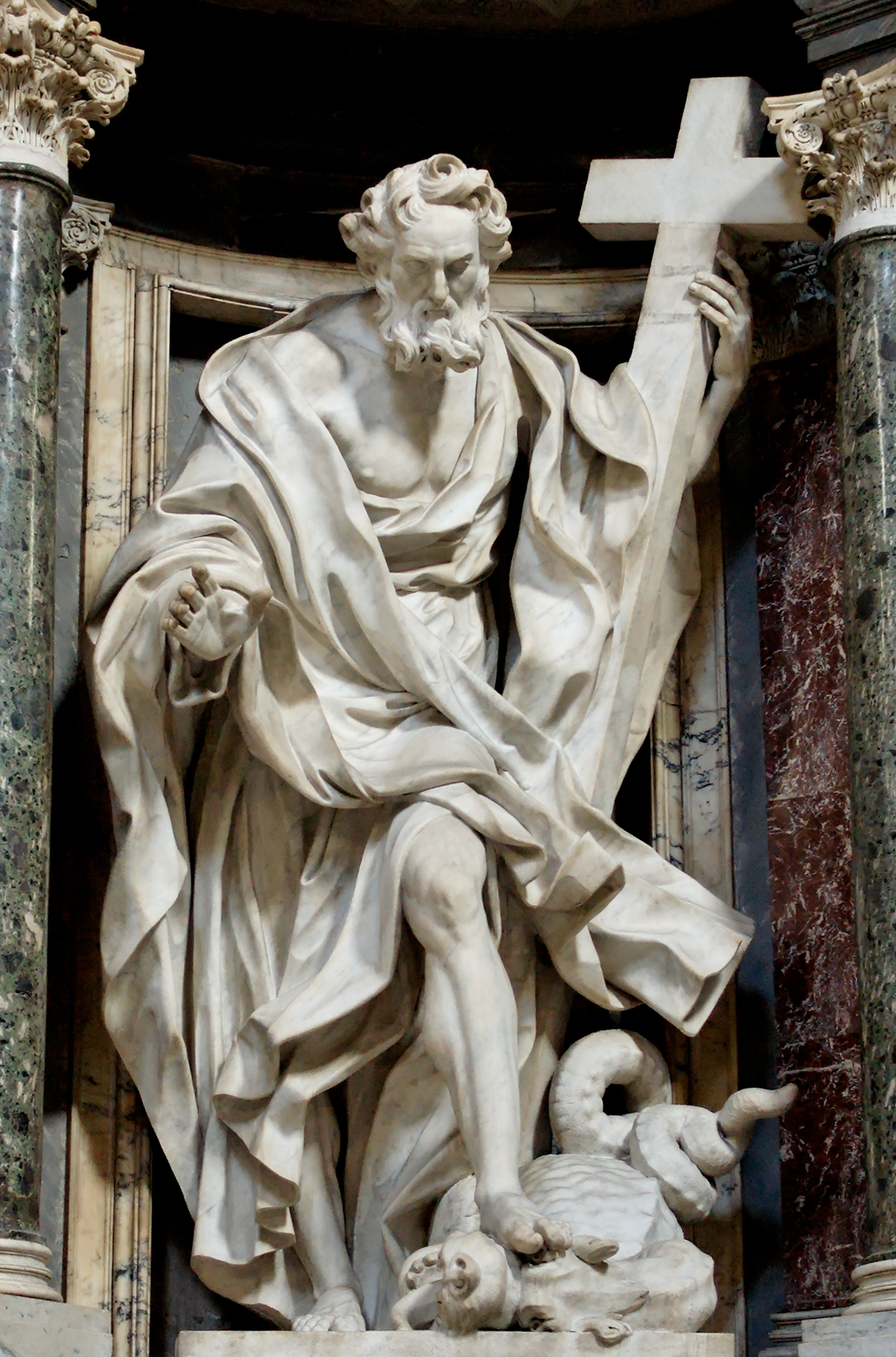
位于拉特朗圣若望大殿，圣腓力雕塑，由Giuseppe Mazzuoli所作。

## 殉道

斐理伯十字

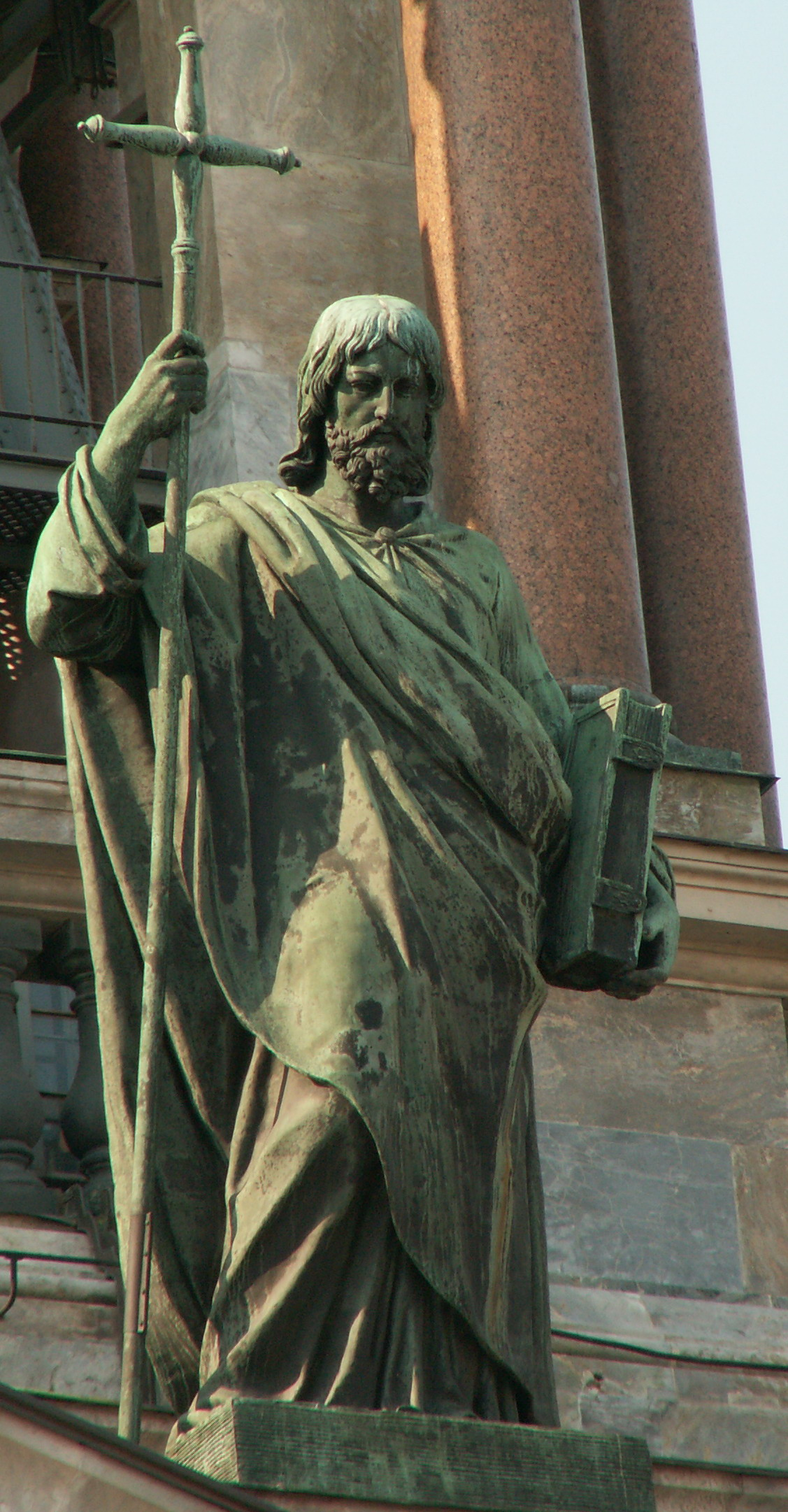
圣腓力于圣艾撒克教堂的雕像

根据圣教史学家欧瑟伯和若干圣教初期作家的记述，圣腓力在弗里吉亚传教，逝世地点为夏拉巴利。二世纪末，以弗所主教巴利卡德写给教宗维克多的信里，说起圣腓力有两个女儿，住在夏拉巴利，终身守贞不嫁，另一个女儿死后，葬在以弗所。根据夏拉巴利主教巴比亚的记述，圣腓力曾在那里复活过一个死者。 
在图密善执政时期，为真理致命，钉死在十字架上，钉的时候，头在下，脚在上。